# Шакалене, Довиле
Довиле Шакалене (лит. Dovilė Šakalienė; род. 1 июня 1978, Каунас) — литовский политический деятель. Член Социал-демократической партии Литвы. Депутат Сейма с 2016 года.

## Биография
Родилась 1 июня 1978 года в Каунасе.
В 1996 году окончила с отличием Паневежскую 5-ю среднюю школу (ныне Паневежская 5-я гимназия) в Паневежисе.
В 2001 году получила степень бакалавра психологии на факультете философии Вильнюсского университета. В 2003 году получила степень магистра юридической психологии с отличием в Университете имени Миколаса Ромериса.
В 2004—2005 годах преподавала и вела практические семинары по психологии антисоциального поведения и криминальной психологии в Университете имени Миколаса Ромериса.
В 2004—2015 годах работала руководителем проекта, программным директором, исполнительным директором в 
Институте мониторинга прав человека (Žmogaus teisių stebėjimo institutas, ŽTSI).
В 2011—2015 годах работала на радиостанции Žinių radijas создателем, ведущей и продюсером авторского шоу Žmogus žmogui.
В 2012—2016 годах — аккредитованный журналист Совета Европы в Страсбурге.
В 2016 году работала рецензентом интернет-издания Delfi в Литве, стратегом, консультантом по государственной политике в консалтинговой фирме Big Idea Group Lietuva, вела шоу Kas graužia tėvus и «Необыкновенные истории» (Nepaprastos istorijos) на радиостанции Žinių radijas.
Работала в рабочих группах по реализации законодательства и политики в Министерстве социальной защиты и труда Литвы, Министерстве здравоохранения Литвы и различных межведомственных группах.
В течение многих лет активно работала над инициированием перехода от институционального ухода к уходу семейного типа и уходу на уровне местного сообщества для детей, людей с инвалидностью,
лиц с проблемами психического здоровья и пожилых людей. В 2010 году инициировала пересмотр финансового механизма Европейской экономической зоны (EEA) для поддержки гражданского общества. Стортинг отделил средства неправительственных организаций (НПО) от государственных средств. По приглашению правительства Норвегии в 2011—2012 годах подготовила программу поддержки гражданского общества EEA Grants на второй финансовый период, руководила её реализацией в 2013—2016 годах. 
По результатам парламентских выборов 2016 года избрана депутатом Сейма по списку партии «Союз крестьян и зелёных Литвы». В июне 2017 года вышла из партии и перешла в группу «Движение либералов». В ноябре присоединилась к группе Социал-демократической партии Литвы. Была членом Комитета по иностранным делам (2016—2017), Комитета по делам Европы (2016—2017), Комитета по образованию и науке (2017—2019), Комитета по национальной безопасности и обороне (2019—2020), заместителем председателя Комиссии по предотвращению самоубийств (2016—2017), заместителем председателя Комиссии по здоровому образу жизни (2018—2019), членом  Комиссии Сейма по этике и процедурам (2019—2020).
Переизбрана на выборах 2020 года и выборах 2024 года по списку Социал-демократической партии Литвы. Член Комитета Сейма по национальной безопасности и обороне, член группы по парламентским связям с Китайской Республикой (Тайванем).
Помимо родного литовского, владеет английским, русским, французским и немецким языками.